# Humanists International
Humanists International, van 1952 tot 2019 gekend als de International Humanist and Ethical Union (IHEU), is een wereldwijde koepel van de humanistische beweging, die diverse niet-religieuze  organisaties en personen verenigt. Het doel van Humanists International is iedereen de kans geven om "een waardig leven te leiden in een wereld die de universele mensenrechten respecteert en beschermt, en waarin staten het secularisme handhaven." Begin 2020 waren er 172 humanistische, atheïstische, rationalistische, secularistische, skeptische, vrijdenkende en ethische lidorganisaties uit meer dan 80 landen aangesloten bij Humanists International.
De Britse filosoof en bioloog Julian Huxley was voorzitter tijdens het IHEU-oprichtingscongres in Amsterdam in 1952. De Nederlandse filosoof en politicus Jaap van Praag werd de eerste voorzitter tot 1975. In 2002 nam de Algemene Ledenvergadering van de IHEU unaniem de Verklaring van Amsterdam aan, die dient als het "officiële definiërende statement van het wereldhumanisme". De Happy Human is het officiële symbool van Humanists International.
Humanists International houdt om de drie jaar een World Humanist Congress, waarbij een lidorganisatie optreedt als gastheer. Het congres in 2017 te São Paulo in Brazilië werd vervangen door een bijzonder congres over populisme in Londen. Het volgende congres zal in 2020 plaatsvinden in Miami.

## Freedom of Thought Report

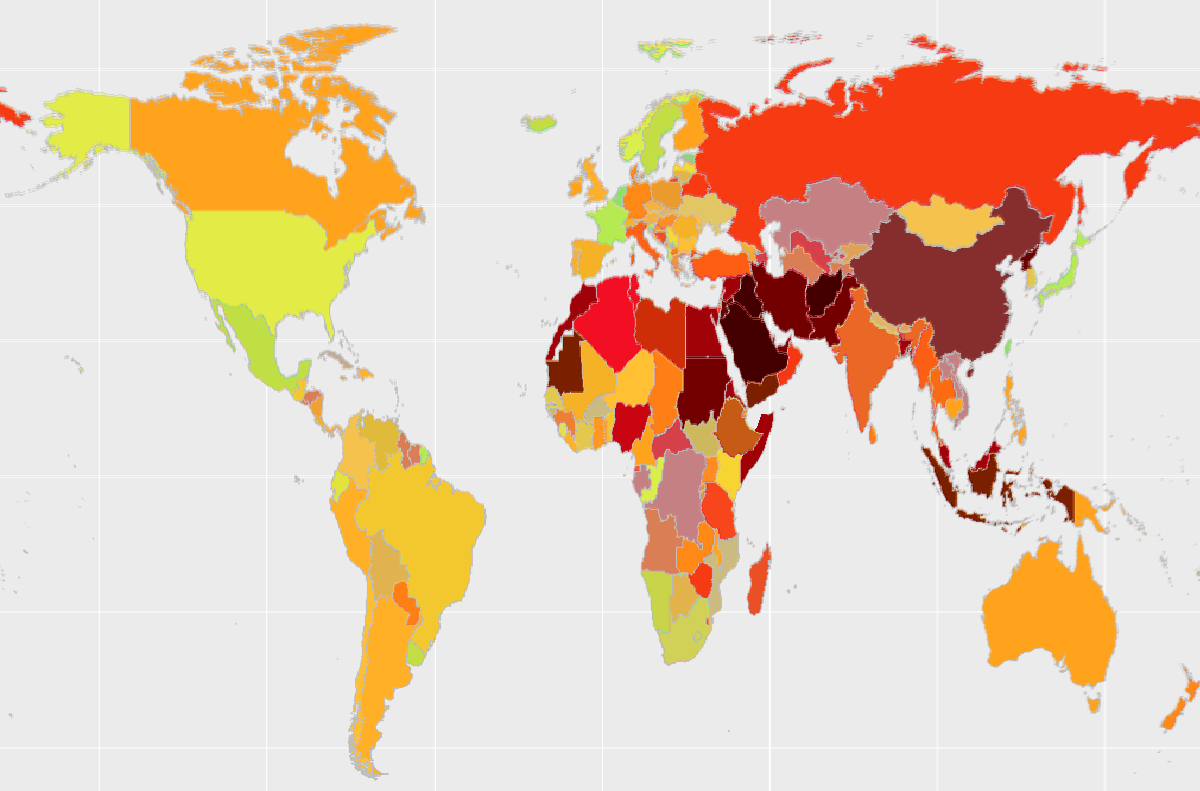
Een vorige editie in kaart gebracht

Met het rapport wil Humanists International discriminerend overheidsbeleid in kaart brengen op het stuk van godsdienstvrijheid. Die vrijheid is niet enkel bedoeld voor niet-religieuze personen (het doelpubliek van de organisatie), maar ook voor religieuze minderheden en agnostici.
Daartoe worden voor elk land een aantal randvoorwaarden tegen het licht gehouden, in de sectoren wetgeving & beleid, onderwijs & jeugd, maatschappelijk leven en vrije meningsuiting. Voor elke sector krijgt het land een score, naargelang er sprake is van:
- zware schendingen (hoogste score)
- ernstige discriminatie
- georganiseerde discriminatie
- een overwegend vrij klimaat
- vrijheid en gelijkwaardigheid (laagste score).

In de uiteindelijke rangschikking komen de landen met de laagste score (en dus de grootste godsdienstvrijheid) bovenaan te staan.
Het eerste rapport verscheen in 2012, op initiatief van het Office of International Religious Freedom binnen het Amerikaanse State Department. Vanaf 2013 verscheen het rapport jaarlijks en online.
In de editie 2018, die de toestand schetst in oktober van dat jaar, staan België en Nederland samen met Taiwan bovenaan in de ranking en worden zij gevolgd door Frankrijk, Japan, Noorwegen, de Verenigde Staten, Estland, Zweden en Uruguay. De godsdienstvrijheid is er het ergst aan toe in onder meer Soedan, Maleisië, Mauritanië, de Verenigde Arabische Emiraten, Pakistan, de Maldiven, Afghanistan, Iran en Saoedi-Arabië.